# رشد اقتصادی ارگانیک
رشد اقتصادی ارگانیک (انگلیسی: Organic growth) یا رشد ارگانیک، به توسعه و رشد اقتصادی شرکت‌های تجاری اطلاق می‌شود، که از طریق تصاحب، ادغام یا خریداری سایر شرکت‌ها یا کسب و کارهای دیگر حاصل نشده باشد. رشد ارگانیک به سیستم‌های طبیعی و ارگانیسم‌ها، جوامع و اقتصادها، به عنوان یک فرایند سازمانی دینامیک مربوط می‌شود، که با گسترش کسب و کار، از طریق افزایش تولید محصول، گسترش پایه مشتری یا توسعه یک محصول جدید حاصل گردد و روش مقابل تصاحب و ادغام می‌باشد که رشد غیر ارگانیک بشمار می‌آید.